# Zasłona (część hełmu)

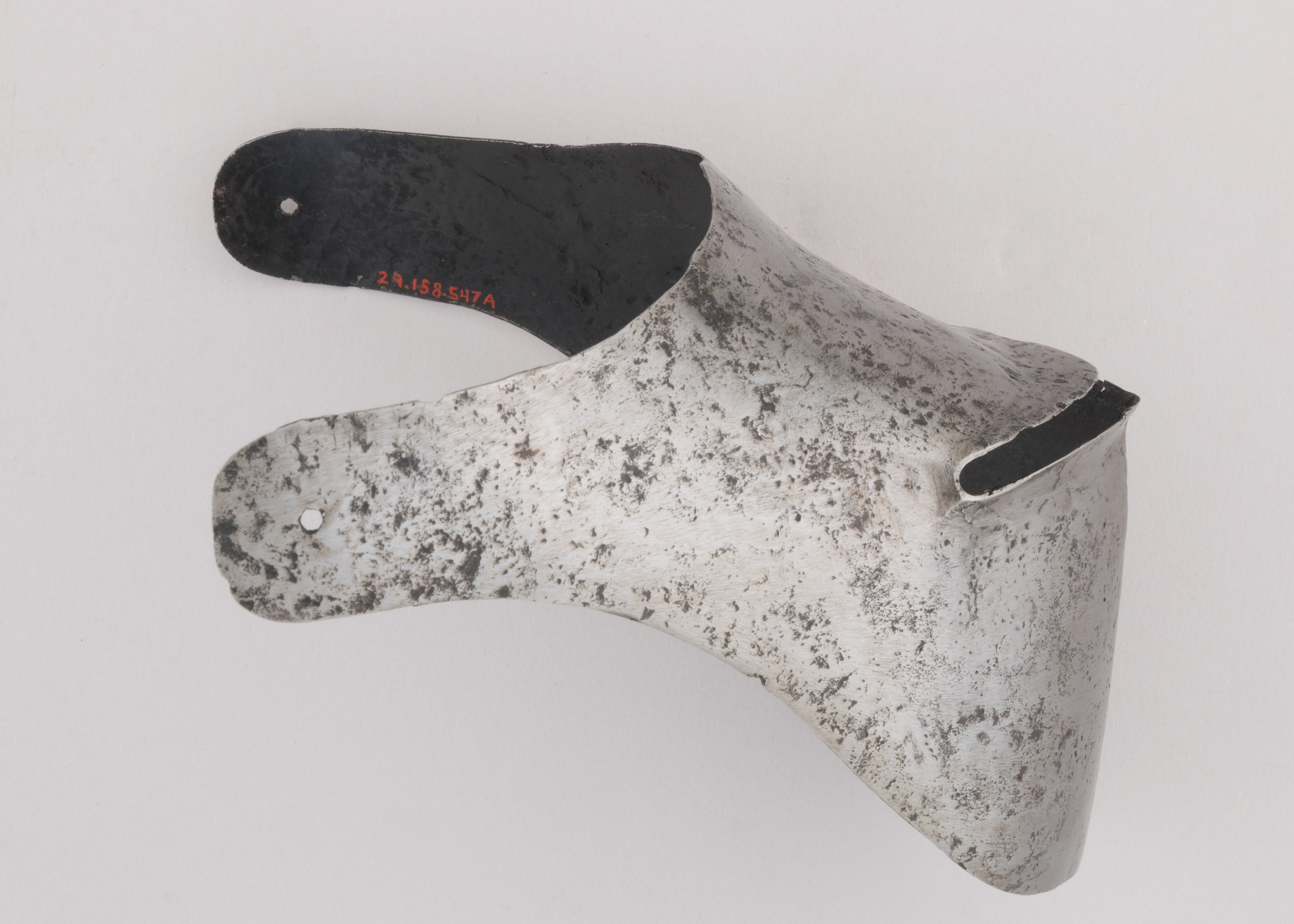
Zasłona

Zasłona – część konstrukcyjna hełmu chroniąca twarz, w postaci odpowiednio wyprofilowanej metalowej płyty, wyposażonej w wizurę oraz ewentualne otwory wentylacyjne. Zasłona była elementem ruchomym, umożliwiającym w razie potrzeby jej otwieranie i zamykanie. Współcześnie często mylona z przyłbicą, która była jednym z typów hełmów wyposażonym w zasłonę.
Zasłonę stosowano w konstrukcji hełmów już w starożytnej Grecji, Rzymie oraz u Sarmatów i Anglosasów w okresie wędrówki ludów. Początkowo jednak nie przyjęła się na większą skalę ze względu na ograniczenia technologiczne i stosunkowo niską praktyczność, a jej popularyzacja przypadła dopiero na okres średniowiecza. W pierwotnej formie zasłona miała postać prostej blaszki, przypinanej przed walką do frontu hełmu. Następnie zaczęto mocować ją na zawiasach (ułatwiających jej otwieranie i zamykanie), w tym również na zawiasach sztyftowych (umożliwiających jej całkowite odpięcie).

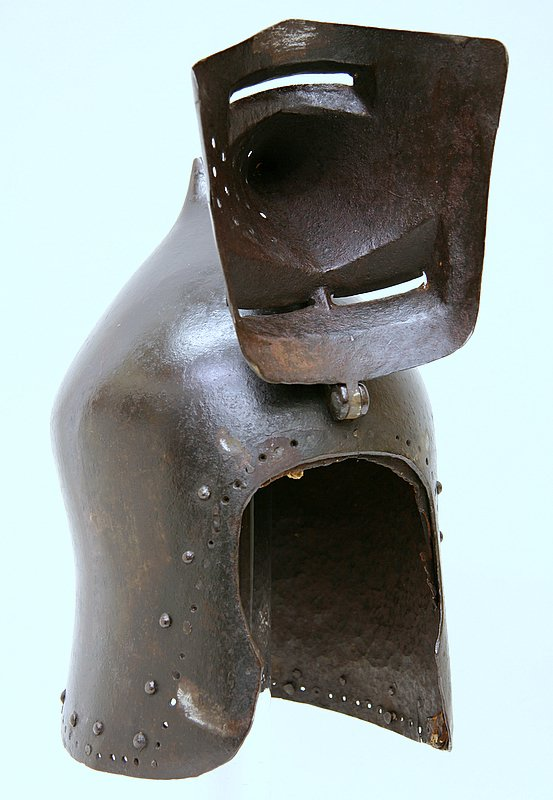
Podniesiona zasłona (na pojedynczym zawiasie)
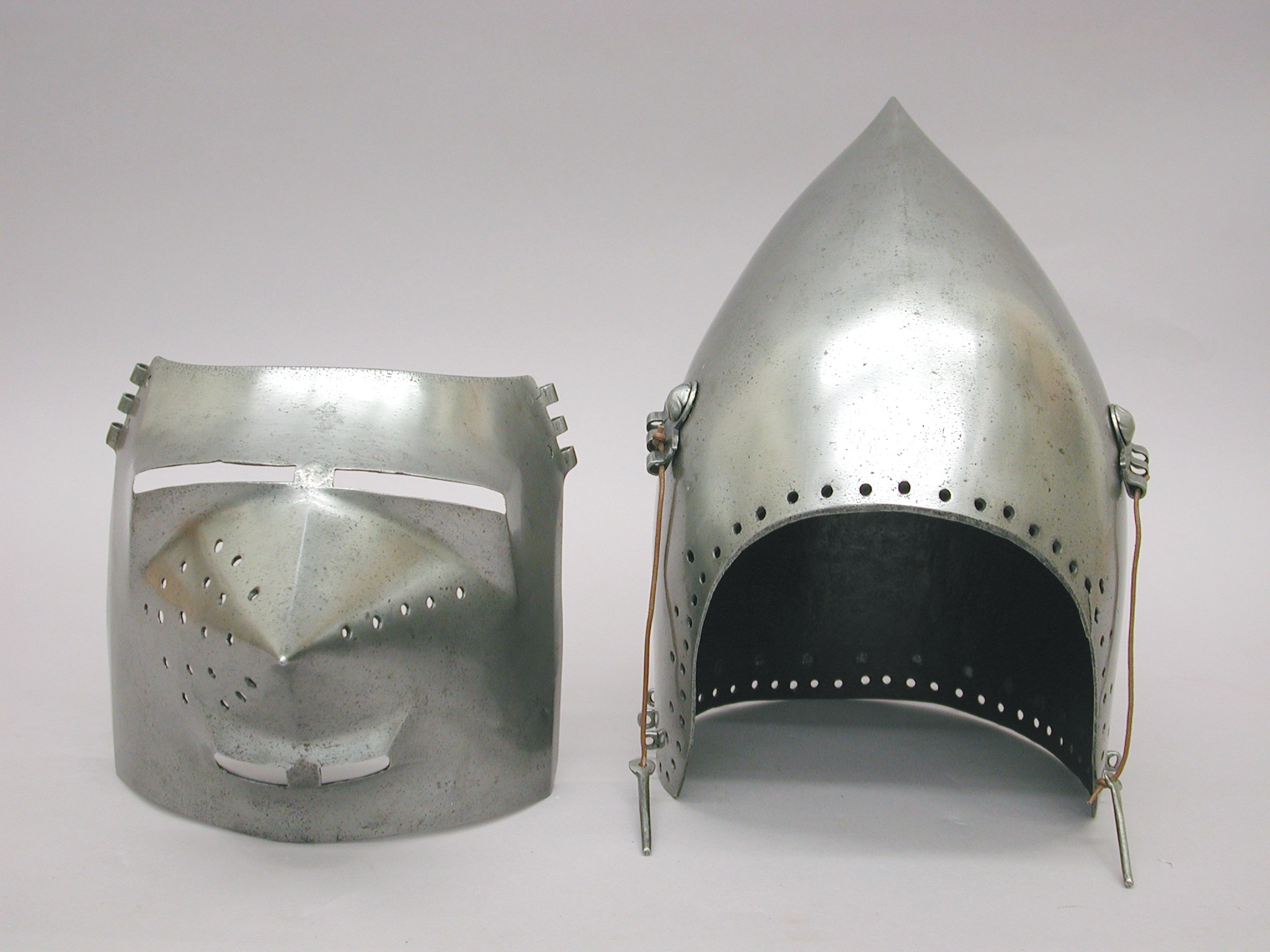
Odpięta zasłona (na zawiasach sztyftowych)
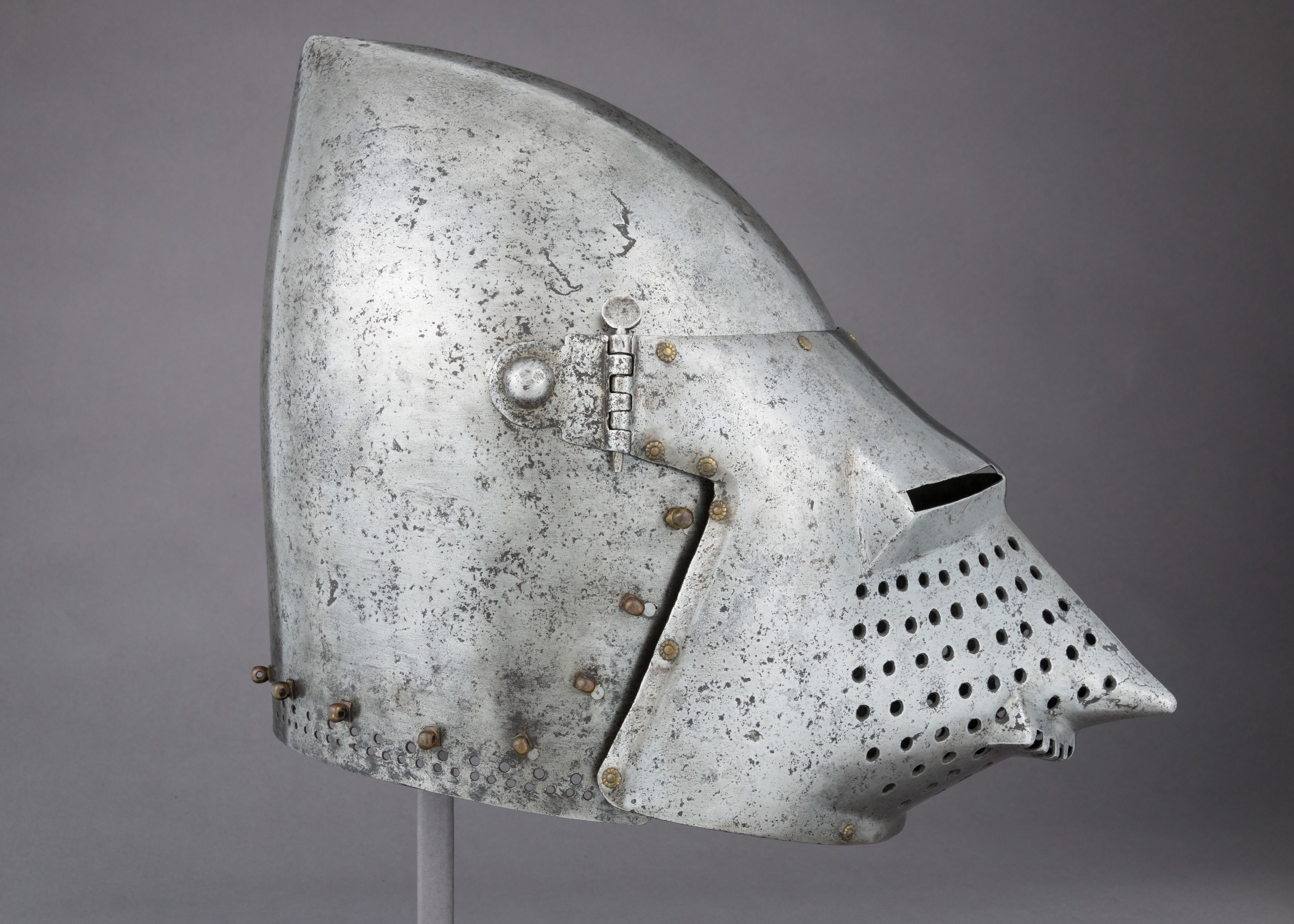
Zamknięta zasłona